# Oxossia
Oxossia je rod iz porodice Passifloraceae, potporodica Turneroideae.
Pripada mu 15 vrsta polugrmova i grmova, uglavnom iz Brazila, dva predstavnika, uz Brazil, rastu i u Gvajani i Venezueli

## Vrste
1. 'Oxossia albicans (Urb.) L.Rocha
2. 'Oxossia annularis (Urb.) L.Rocha
3. 'Oxossia calyptrocarpa (Urb.) L.Rocha
4. 'Oxossia capitata (Cambess.) L.Rocha
5. 'Oxossia dasystyla (Urb.) L.Rocha
6. 'Oxossia hatschbachii (Arbo) L.Rocha
7. 'Oxossia hebepetala (Urb.) L.Rocha
8. 'Oxossia maracasana (Arbo) L.Rocha
9. 'Oxossia marmorata (Urb.) L.Rocha
10. 'Oxossia pernambucensis (Urb.) L.Rocha
11. 'Oxossia princeps (Arbo) L.Rocha
12. 'Oxossia rubrobracteata (Arbo) L.Rocha
13. 'Oxossia schomburgkiana (Urb.) L.Rocha
14. 'Oxossia spicata (L.Rocha & Arbo) L.Rocha
15. 'Oxossia waltherioides (Urb.) L.Rocha